# Systoechus robustus
Systoechus robustus är en tvåvingeart som beskrevs av Mario Bezzi 1912. Systoechus robustus ingår i släktet Systoechus och familjen svävflugor. Inga underarter finns listade i Catalogue of Life.